# محوطه ساری بابا
محوطه ساری بابا مربوط به هزاره اول است و در شهرستان سقز، بخش زیویه، روستای تیلکو واقع شده و این اثر در تاریخ ۲۵ اسفند ۱۳۸۰ با شمارهٔ ثبت ۵۱۲۵ به‌عنوان یکی از آثار ملی ایران به ثبت رسیده‌است.